# Lotkugel
Bei einer Lotkugel (englisch solder ball) kann es sich um eine kleine Kugel aus dem Lotwerkstoff handeln, die beim Reflow- oder Dampfphasenlöten von Lotpaste, bei der Verzinnung von Leiterplatten mit HAL-Oberfläche oder beim Wellenlöten entsteht. Weiterhin kann es sich um den Probekörper beim Aufschmelzen von Lotpaste im Rahmen des Lotkugeltests handeln.

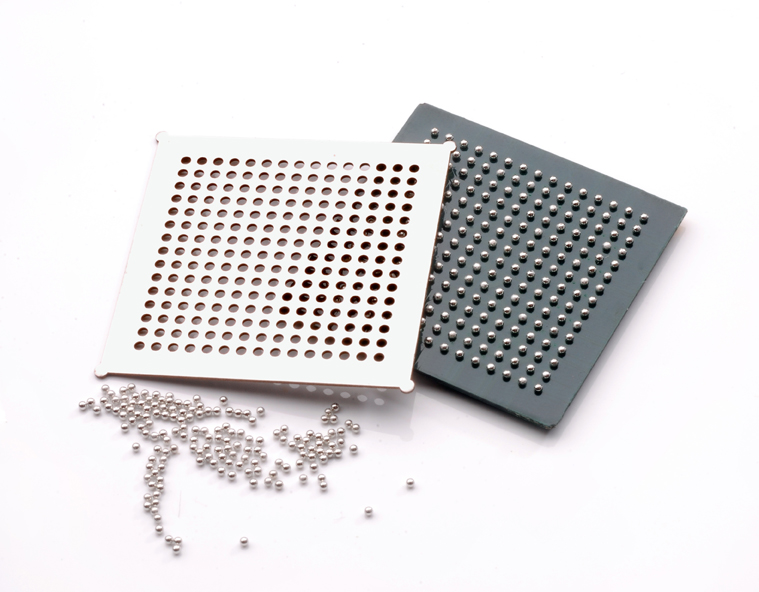
Lotkugeln bei einem Ball-Grid-Array (BGA) Chipgehäuse

## Lotkugeltest
Beim Lotkugeltest wird eine definierte Menge Lotpaste in einer vorbestimmten geometrischen Verteilung auf ein thermisch gut leitendes Substrat aufgebracht und anschließend aufgeschmolzen. Nach dem Aufschmelzen werden das Zusammenfließen des geschmolzenen Lots zu einer Lotkugel und die verbleibende Menge von Lotpaste auf der Druckfläche betrachtet und ausgewertet.

## Lotkugeln zur elektrischen Verbindung beim Ball-Grid-Array
Ball-Grid-Array-Bauelemente (BGA) werden durch Löten elektrisch mit der Leiterplatte verbunden. Dabei bilden sich zwischen der Kontaktstelle des BGA-Bauelements und der Kupferfläche der Baugruppe kugelförmige Strukturen aus dem Lotwerkstoff (= solder balls) aus. Diese Lotkugeln sind im Kontaktbereich des BGAs und der Kupferfläche der Leiterplatte etwas abgeflacht. Je nach Raster der BGAs können die Lotkugeln einen Durchmesser von 1,0 mm bis 0,3 mm besitzen.

## Lotkugeln als Bestandteil von Lotpasten
Zum Reflow-Löten wird Lotpaste benötigt. Diese Pasten bestehen je nach Pastentyp aus unterschiedlich großen Lotkugeln. Abhängig vom Herstellungsverfahren können diese Kugeln manchmal auch ein tropfenförmiges Aussehen haben. Weiterer Hauptbestandteil der Lotpaste ist das Flussmittel. Flussmittel und Lotkugeln sind zu einer Paste vermengt und können beispielsweise mittels Druckschablone und Rakel auf die zu bestückende Leiterplatte aufgetragen werden.

## Lotkugeln als Fehlerbild

### Reflow-Löten
Die Lotkugeln haften auf der Leiterplatte durch das in der Lotpaste enthaltene Flussmittel. Die Lotkugeln besitzen meist einen sehr kleinen Durchmesser, typischerweise ist dieser kleiner als 0,1 mm. Die Lotkugeln befinden sich auf der Leiterplatte immer an nichtbenetzbaren Stellen (z. B. abgedeckte Flächen mit Lötstopplack). Bei benetzbaren Flächen (Kupferflächen ohne Lötstopplack) würden die Lotkugeln beim Reflow-Lötprozess sofort aufschmelzen und auf der Kupferfläche verfließen.
Die Lotkugeln treten verstärkt bei Lotpasten mit sehr kleinen Pastenbestandteilen auf. Die Lotkugeln treten auch dann verstärkt auf, wenn die Leiterplatten mit der gedruckten Lotpaste nach dem Pastendruck längere Zeit gestanden haben und in dieser Zeit flüssige Bestandteile verdampft sind.
Weiterhin hat das verwendete Lötprofil beim Reflow-Löten ebenfalls einen Einfluss. Durch ein sehr schnelles Lötprofil, bei dem die bestückte Baugruppe im Reflow-Ofen sehr schnell aufgeheizt worden ist, kommt es tendenziell verstärkt zu Lotkugeln.

### Dampfphasenlöten
Beim Dampfphasenlöten ist die Wahrscheinlichkeit des Auftretens von Lotkugeln deutlich geringer als beim Reflow-Lötprozess.

### Wellenlöten
Beim Wellenlöten können ebenfalls Lotkugeln entstehen. Das tritt verstärkt auf, wenn unter Schutzgasatmosphäre (z. B. Stickstoff) mit einer geringen Menge von Flussmittel gelötet wird. Dabei spritzen beim Durchlaufen der Welle kleine, flüssige Lotmengen weg, welche an der Leiterplatte als kleine Lotkugeln haften können.

### Leiterplatten mit HAL-Oberfläche
Bei Leiterplatten mit HAL-Oberfläche (HAL = hot air leveling, dt. »Heißluft-Nivellierung«) wird flüssiges Lot auf die Kupferbahnen und metallisierten Durchkontaktierungen aufgebracht. Dafür wird die Leiterplatte in flüssiges Lot getaucht, nachdem die Kupferoberflächen vorher gereinigt und mit Flussmittel behandelt worden sind. Anschließend wird das flüssige Lot mit Heißluft abgeblasen. Dabei kann es auch zur Bildung von kleinen Lotkugeln und zum Anhaften der Lotkugeln auf der Leiterplatte kommen. 

### Mögliche Risiken
Wenn sich die anhaftende Lotkugel im späteren Betrieb der Baugruppe löst, kann sie möglicherweise eine leitende Verbindung, beispielsweise einen Kurzschluss, verursachen. Darüber hinaus besteht das Risiko, dass der Abstand zwischen zwei benachbarten Leiterbahnen auf der Leiterplatte unzulässig reduziert wird.

### Nacharbeit der Baugruppen
Die Lotkugeln haften meist nur leicht an der Leiterplatte. Durch Bürsten der Baugruppen können sie entfernt werden. Dabei werden die Lotkugeln durch die Bürste vom Flussmittelrest gelöst. Der verbleibende Flussmittelrest selbst löst sich meist erst nach verstärktem Bürsten von der Leiterplatte ab.